# Skirgaila
Skirgaila (en bielorruso: Скіргайла, también conocido como Iván; circa 1353 o 1354 – Kiev, 11 de enero de 1397; bautizado en 1383/1384 como Casimiro) fue regente del Gran Ducado de Lituania para su hermano Jogaila desde 1386 a 1392. Era hijo de Algirdas y de su segunda mujer Uliana de Tver.

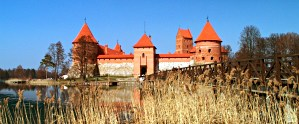
Castillo de Trakai. Durante diez años Skirgaila fue duque de Trakai.

## Biografía
Después de la muerte de Algirdas en 1377, Jogaila se convirtió en Gran Duque. Se cree que las disputas dinásticas que surgieron poco después entre su tío Kęstutis y su primo Vitautas el Grande fueron en gran parte inspiradas por Skirgaila. En 1379, un año antes del Tratado de Dovydiškės, Skirgaila realizó varios viajes para reunirse con los Caballeros Teutónicos. Skirgaila era la mano derecha de su hermano Jogaila y le ayudó a encarcelar a Kęstutis y a Vitautas en el castillo de Kreva durante la Guerra Civil Lituana (1381-84). Algunos historiadores especulan con que la muerte de Kęstutis a la semana de estar encarcelado podría ser en realidad fruto de un asesinato llevado a cabo por Skirgaila. Como recompensa por ese trabajo, recibiría el ducado de Trakai.
Cuando Jogaila se estaba preparando para la Unión de Krewo, Skirgaila trabajó para él como emisario diplomático con Polonia, participando activamente en las negociaciones, que al tener éxito, supusieron el matrimonio de Jogaila con Eduviges I de Polonia y su coronación como rey de Polonia en 1386. Dejó a Skirgaila como regente en Lituania. No obstante, Skirgaila no fue popular entre los nobles, y Vitautas aprovechó la ocasión para ganar poder. En 1389 comenzó una nueva guerra civil, pero al fracasar en el ataque a Vilna, tuvo que buscar el auxilio de los Caballeros Teutónicos. En 1392 Jogaila y Vitautas firmaron el acuerdo de Ostrów, lo que hizo de Vitautas su regente en el Gran Ducado de Lituania. El ducado de Trakai fue devuelto a Vitautas como parte de su patrimonio. Como compensación Skirgaila recibió una parte de Volinia y Kiev desde 1395. 
Las circunstancias que rodearon su muerte no son claras. Se rumoreó que había sido envenenado por orden de jerarcas de la Iglesia ortodoxa. Fue enterrado en el Monasterio de las Cuevas de Kiev.
| Predecesor: Vladislao II | Gran Duque de Lituania 1386 - 1392 | Sucesor: Vitautas el Grande |